# Гаркуша, Олег Алексеевич
Оле́г Алексе́евич Гарку́ша (род. 23 февраля 1961, Ленинград) — советский и российский музыкант, певец, шоумен, телеведущий. Фронтмен группы «АукцЫон». Автор и исполнитель текстов, писатель, поэт, актёр. Председатель Санкт-Петербургского общественного благотворительного фонда развития молодёжной культуры «Гаркундель».

## Биография
Родился в Ленинграде, позднее семья переехала в Весёлый посёлок. В 1980 году окончил Ленинградский кинотехникум (сейчас — Санкт-Петербургский киновидеотехнический колледж). Работал киномехаником в кинотеатрах «Современник» и «Титан».
По словам самого Гаркуши, на сцену он попал случайно. В 1985 году его попросили спеть пару фраз песни, стихи к которой он написал. Он спел, всем понравилось. Так и стал участником «АукцЫона».
После его прихода в команду имидж «АукцЫона» коренным образом изменился. Выступления группы превратились в эксцентрические шоу с буффонадой. Отличительной чертой этих шоу стала характерность и узнаваемость каждого персонажа. Гаркуша выступал в роли неприкаянного, эксцентричного панка — «рыжий клоун», скачущий по сцене.
В группе «АукцЫон» Гаркуша являлся не только шоуменом, но и автором текстов песен, наравне с поэтом и музыкантом Дмитрием Озерским. Только если Озерский писал тексты к готовым композициям Фёдорова (по принципу либретто), то Гаркуша приносил собственные стихи, к которым уже затем писалась музыка. Известные песни «АукцЫона», положенные на стихи Гаркуши, — «Деньги — это бумага», «Волчица», «Самолёт», «Пионер» и «Птица», написанная Гаркушей в 1991 году в дни августовского путча. Альбом «Жопа» 1990 года состоит почти целиком из песен на стихи Гаркуши.
Стихи Гаркуши использованы Л. Федоровым на некоторых его сольных альбомах («Шамурла», «Лампа», «1 мая», «Города» и др.)
Сыграл в фильмах «Взломщик» (1987), «Презумпция невиновности» (1988), «Хрусталёв, машину!» (1998), «Я тоже хочу» (2012). Исполнял роль Крокодила в постановке «Краденого Солнца» группой «Краденое солнце».
В 1991 году участвовал в концерте «Рок против террора». Возглавлял «Молодёжно-общественный комитет по подготовке празднования 300-летия города».
Ведущий еженедельной программы в ночном эфире Петербургского телевидения. Работает в клубе «Гаркундель», который располагался в кинотеатре «Спартак».
Один из организаторов фестиваля «Окна Открой!». Президент фонда «Гаркундель».
Автор нескольких сборников стихов. Первый, «Мальчик как мальчик», вышел в 2001 году. В 2015 году выпустил вторую книгу стихов — «Ворона» с иллюстрациями Гавриила Лубнина. В 2021 году вышла книга «Баба-яга».
В 2012 году выходит последний фильм российского режиссёра Алексея Балабанова «Я тоже хочу», в котором главную роль «Музыканта» сыграл Гаркуша. Согруппник Гаркуши Леонид Фёдоров выступил композитором фильма, а саундтрек картины полностью состоит из песен группы «АукцЫон» и Фёдорова.
В 2019 году выпустил свой первый сольный альбом «23», композитором которого выступил Антон Макаров.
Весной 2020 года с альбомом «23» Гаркуша и трио Макарова выступили в телепрограмме «Квартирник у Маргулиса» на НТВ.
В середине октября 2022 года в российский прокат вышел фильм «Сказка для старых», в котором Гаркуша исполнил роль конюха. Фильм срежиссировали Роман Михайлов и Фёдор Лавров.

## Дискография
- Гаркундель (1998)
- Олег Гаркуша, Михаил Коловский и Сергей Летов в Мурманске. CD 040 (2004)
- 23 (2019)

## Роли в кино
- 1987 — Взломщик — Олег
- 1987 — Рок — камео
- 1988 — Презумпция невиновности — Слава
- 1988 — Трагедия в стиле рок — артист с перформанса «Поп-механики»
- 1993 — Пленники удачи
- 1998 — Хрусталёв, машину!
- 2008 — Нирвана — телохранитель Бако
- 2008 — Качели — хозяин наркоманского притона
- 2009 — Я — хохотун
- 2009 — Короткое замыкание — камео (новелла «Ощущать» Ивана Вырыпаева)
- 2011 — Суходол — Юшка
- 2011 — Сплит — Рафаэль, библиотекарь
- 2012 — Я тоже хочу — музыкант
- 2012 — Служу Советскому Союзу! — Чуб
- 2014 — В активном поиске — камео
- 2014 — Григорий Р. — Митя Козельский
- 2015 — Принцип Хабарова — астролог
- 2016 — Семейный альбом — Игорёня
- 2017 — Урод
- 2020 — Митьковская встреча эры милосердия — Гриша Шесть-на-девять
- 2020 — Кроличья лапа — Гончаров
- 2022 — Сказка для старых — конюх
- 2023 — Король и Шут — горбун Иоганн
- 2023 — Длительные свидания — отец Александр

## Ведущий
- Ведёт еженедельную программу в ночном эфире Петербургского телевидения.
- В 2012 году ведущий рок-фестиваля «КИНО сначала».
- Был ведущим фестиваля «Рок над Волгой» 2013 года.
- В 2015 и 2016 годах вместе с Ириной Салтыковой выступал ведущим концерта «Брат 2. 15 лет спустя».
- Был ведущим премии «Чартова дюжина-2016» в Санкт-Петербурге.
- Был ведущим на рок-фестивале «Чернозём» в 2016 и 2017 году в Тамбове.
- Был ведущим фестиваля «Рок над Волгой» 2020 года, проходящего на барже в формате онлайн-трансляции.
- Ведущий фестиваля «Воздух Карелии» в 2023 году.

## Личная жизнь
Женат, есть сын.